# Henti
Henti (1375 a.C. ca. – 1330 a.C. ca. ?) è stata una regina ittita del Nuovo Regno.
Fu la prima moglie del più grande sovrano ittita, Šuppiluliuma I, che regnò dal 1355 a.C. circa al 1322, a cui dette cinque figli maschi: Arnuwanda II, Šarri-Kušuh, Telepinu, Zannanza e Muršili II, il primo e l'ultimo dei quali furono sovrani ittiti a loro volta.

## LaFiglia del Gran Re?
Qualche studioso ha ipotizzato che la figlia naturale della coppia reale ittita, Tudhaliya III e Daduhepa, potesse essere Henti e che Šuppiluliuma invece ne fosse solo il genero, adottato poi dai reali dopo il loro matrimonio.
Tale ipotesi è basata su una controversa traduzione di un sigillo di Šuppiluliuma e Henti che reciterebbe "...Grande Regina, Figlia del Grande Re..." (testualmente: "...MUNUS.LUGAL.GAL DUMU.MUNUS LUGAL GAL..." tradotto da Otten in un più fumoso "...Grande Regina, Gran Figlia del Re").
È ritenuto comunque assai probabile nel mondo accademico che Henti fosse una principessa di nascita, nulla indica però che fosse proprio una principessa ittita, né soprattutto che fosse figlia di Tudhaliya III; e nulla d'altronde indica che non lo fosse lo stesso Šuppiluliuma che anzi in più testi si dichiara proprio figlio del suo predecessore.
Groddeck dal canto suo, in un tentativo di traduzione del reperto KUB 11.7 + KUB 36.122, offerte ai defunti, ha avanzato l'ipotesi che Henti fosse la figlia di Manninni, fratello minore di Tudhaliya III, e quindi principessa (anche se, in tal caso, non figlia del re, ma "figlia del figlio" del re, Arnuwanda I) e cugina di Šuppiluliuma, figlio appunto di Tudhaliya III.
Anche volendo seguire una delle varie ipotesi prospettate sull'adozione di Šuppiluliuma da parte dei suoceri, resterebbe un ostacolo al momento insormontabile, su cui il mondo accademico concorda: la ragione per cui Tudhaliya, avendo eredi maschi naturali, primo tra tutti Tudhaliya il Giovane investito già quale suo erede, dovesse adottare il genero senza che questi dovesse succedergli sul trono.
Torna in voga perciò un'ipotesi lanciata da Dincol anni fa secondo la quale Šuppiluliuma sarebbe stato il figlio maggiore di Tudhaliya III avuto da una sposa secondaria, ragion per cui il padre come erede gli avrebbe preferito il minore, Tudhaliya il Giovane, avuto dalla Sposa Reale Satanduhepa.
Il grande rebus per gli storici è pertanto conciliare il lignaggio reale di Henti con la illogicità della conseguente adozione di Šuppiluliuma.
Una soluzione potrebbe arrivare da Houwink ten Cate che elabora una teoria sostenendo che Henti potesse essere figlia del fantomatico Hattušili II, il re la cui esistenza è più che incerta, che in tal caso sarebbe stato uno dei fratelli di Tudhaliya III, a questi premorto, Ašmi-Šarrumma o lo stesso Manninni, ascesi brevemente al trono in coreggenza col padre col nome appunto di Hattusili II.
Tale supposizione, se combinata a quella che Suppiluliuma fosse figlio di Tudhaliya e di una moglie secondaria, darebbe finalmente una collocazione ad Hattusili II, spiegherebbe la definizione di Henti quale "figlia del Gran Re" ed anche perché Suppiluliuma si proclamasse "figlio di Tudhaliya".
Manca tuttavia la prova archeologica.

## Biografia
Henti ricoprì il prestigioso ruolo di Regina Regnante, nella lista delle quali segue Walanni, Nikkalmati, Asmunikal, Daduhepa e precede invece Tawananna, come indicato nel cosiddetto "elenco delle cerimonie di Nuntarriyasha".
Sono stati rinvenuti sigilli che associano Šuppiluliuma a tre diverse regine: la moglie di suo padre, Daduhepa, che quindi sopravvisse al marito Tudhaliya III, Henti appunto, e Tawananna identificata come una principessa babilonese, figlia del re Burnaburiash; sappiamo che Henti era già sua moglie prima che Šuppiluliuma ascendesse al trono ed evidentemente alla morte della suocera (all'incirca nel 1340) divenne appunto Regina Regnante.
La quantità di sigilli giunti sino a noi che associano il nome del re a quello di Tawananna rispetto al suo è decisamente maggiore, e tuttavia in molti dei sigilli che riportano il suo nome Tawananna non è indicata con l'appellativo di Grande Regina, ma Gran Principessa di Babilonia; questi dati ci indicano due circostanze: che Šuppiluliuma avesse sposato Tawananna non come moglie principale ma quale sposa secondaria nel periodo in cui Henti ricopriva il ruolo di Regina Regnante e che la partecipazione alla vita politica e religiosa di quest'ultima fosse assai più misurata rispetto a quella della principessa babilonese.
In sostanza, come sostenuto da Carruba e Hawkins, probabilmente le due mogli coesistettero, episodio peraltro consueto per gli harem ittiti, e in un certo senso con importanza inversa al rispettivo ruolo ufficiale.
Unica anomalia apparente, il fatto che una principessa figlia di un Gran Re, quale il sovrano babilonese era, avesse potuto accettare inizialmente un ruolo subalterno; come però hanno fatto opportunamente notare Elena Devecchi e Stefano De Martino, era consuetudine per questo popolo dare le proprie principesse in sposa ai faraoni egizi quali consorti secondarie, e lo stesso può ben essere accaduto per un re ittita.

## Morte o esilio?
Il primo atto ufficiale che riporti Tawananna quale Regina Regnante è il terzo trattato di vassallaggio con Niqmaddu II, probabilmente attorno al 1330-1325, che coincide pertanto cronologicamente con l'uscita dalla scena politica di Henti.
Alcuni studiosi ritengono possa essere morta, ma una tavoletta ritrovata negli archivi reali ittiti getta una luce nuova sulla sua sorte.
Infatti si parla di una non meglio precisata Regina che fu ripudiata, allontanata da corte ed esiliata nel paese egeo di Ahhiyawa; la parte giunta sino a noi non ne rivela il nome e alcuni studiosi suggeriscono che potrebbe trattarsi di un testo riferito alla Regina successiva Danuhepa messa sotto processo da Muwatalli II per profanazione.  La maggioranza tuttavia ritiene che invece il testo faccia riferimento proprio al destino di Henti, che ritengono allontanata da corte da Šuppiluliuma per permettergli, forse per ragioni diplomatiche, di elevare al ruolo di Regina Regnante la principessa babilonese, sposata forse in concomitanza del suo attacco al potente regno di Mitanni, per il quale il favore o almeno la neutralità babilonese gli erano necessari.
Ironia della sorte anche Tawananna sarà successivamente processata e allontanata da corte da un sovrano ittita: Muršili II, figlio di Henti, con l'accusa di aver ucciso sua moglie Gassulawiya con la magia nera.
Se l'episodio citato negli archivi ittiti si riferisce a Henti, questo deve essere avvenuto piuttosto tardi nel regno di Šuppiluliuma, dato il ragguardevole numero di sigilli ritrovati che associano il re a Tawananna senza l'appellativo di Regina, probabilmente attorno al 1330; comunque sia, considerando anche il periodo in cui suo marito regnò con la madre, Henti deve essere rimasta in carica all'ufficio di Regina per un periodo relativamente breve, forse meno di un decennio.